# Фор-Корнерс (Орегон)
Фор-Корнерс (англ. Four Corners) — переписна місцевість (CDP) в США, в окрузі Меріон штату Орегон. Населення — 16 740 осіб (2020).

## Географія
Фор-Корнерс розташований за координатами 44°55′47″ пн. ш. 122°58′20″ зх. д. / 44.92972° пн. ш. 122.97222° зх. д. (44.929687, -122.972192).  За даними Бюро перепису населення США в 2010 році переписна місцевість мала площу 7,00 км², уся площа — суходіл. В 2017 році площа становила 6,40 км², уся площа — суходіл.

## Демографія
Згідно з переписом 2010 року, у переписній місцевості мешкало 15 947 осіб у 5464 домогосподарствах у складі 3811 родини. Густота населення становила 2278 осіб/км².  Було 5840 помешкань (834/км²).
Расовий склад населення:
| - 68,7 % — білих - 2,0 % — корінних американців - 2,0 % — азіатів - 1,8 % — вихідців з тихоокеанських островів - 1,4 % — чорних або афроамериканців - 19,4 % — осіб інших рас |

До двох чи більше рас належало 4,7 %. Частка іспаномовних становила 33,7 % від усіх жителів.
За віковим діапазоном населення розподілялося таким чином: 29,7 % — особи молодші 18 років, 59,0 % — особи у віці 18—64 років, 11,3 % — особи у віці 65 років та старші. Медіана віку мешканця становила 31,9 року. На 100 осіб жіночої статі у переписній місцевості припадало 93,6 чоловіків;  на 100 жінок у віці від 18 років та старших — 91,6 чоловіків також старших 18 років.
Середній дохід на одне домашнє господарство  становив 52 430 доларів США (медіана — 44 159), а середній дохід на одну сім'ю — 54 837 доларів (медіана — 46 194). Медіана доходів становила 37 816 доларів для чоловіків та 27 261 долар для жінок. За межею бідності перебувало 21,1 % осіб, у тому числі 31,0 % дітей у віці до 18 років та 3,0 % осіб у віці 65 років та старших.
Цивільне працевлаштоване населення становило 7381 осіб. Основні галузі зайнятості: освіта, охорона здоров'я та соціальна допомога — 23,0 %, роздрібна торгівля — 15,5 %, виробництво — 11,4 %, мистецтво, розваги та відпочинок — 10,0 %.